# Banou Diawara
Banou Diawara (n. Bobo-Dioulasso, 13 de febrero de 1992) es un futbolista burkinés que juega en la demarcación de delantero para el AFC Tubize de la Belgacom League.

## Selección nacional
Hizo su debut con la selección de fútbol de Burkina Faso el 12 de mayo de 2015 contra Kazajistán en un encuentro amistoso que finalizó con un resultado de empate a cero. Además llegó a disputar la Copa Africana de Naciones de 2017 y la clasificación de CAF para la Copa Mundial de Fútbol de 2018.

## Clubes
| Club              | País         | Año         | Partidos | Goles |
| ----------------- | ------------ | ----------- | -------- | ----- |
| RC Bobo Dioulasso | Burkina Faso | 2013 - 2015 |          | 27    |
| JS Kabylie        | Argelia      | 2015 - 2016 | 25       | 11    |
| Smouha SC         | Egipto       | 2016 - 2017 | 40       | 5     |
| FAR Rabat         | Marruecos    | 2018        | 10       | 2     |
| AFC Tubize        | Bélgica      | 2018 -      |          |       |

## Palmarés

### Campeonatos nacionales
| Título                           | Club              | País         | Año  |
| -------------------------------- | ----------------- | ------------ | ---- |
| Primera División de Burkina Faso | RC Bobo Dioulasso | Burkina Faso | 2015 |

### Distinciones individuales
| Título                                                 | Club              | País         | Año  |
| ------------------------------------------------------ | ----------------- | ------------ | ---- |
| Máximo goleador de la Primera División de Burkina Faso | RC Bobo Dioulasso | Burkina Faso | 2014 |
| Máximo goleador de la Primera División de Burkina Faso | RC Bobo Dioulasso | Burkina Faso | 2015 |